# Російська кухня

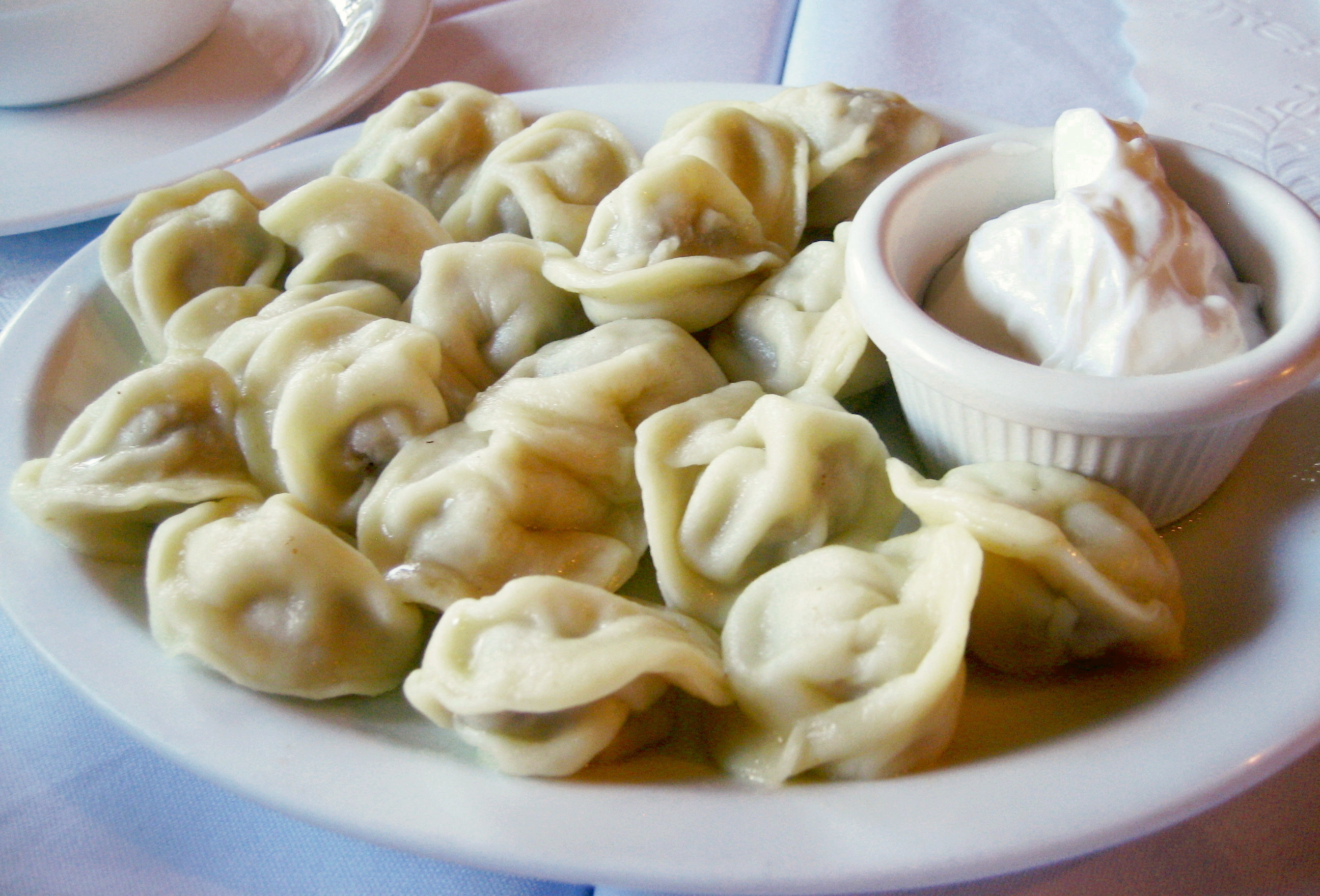
Пельмені

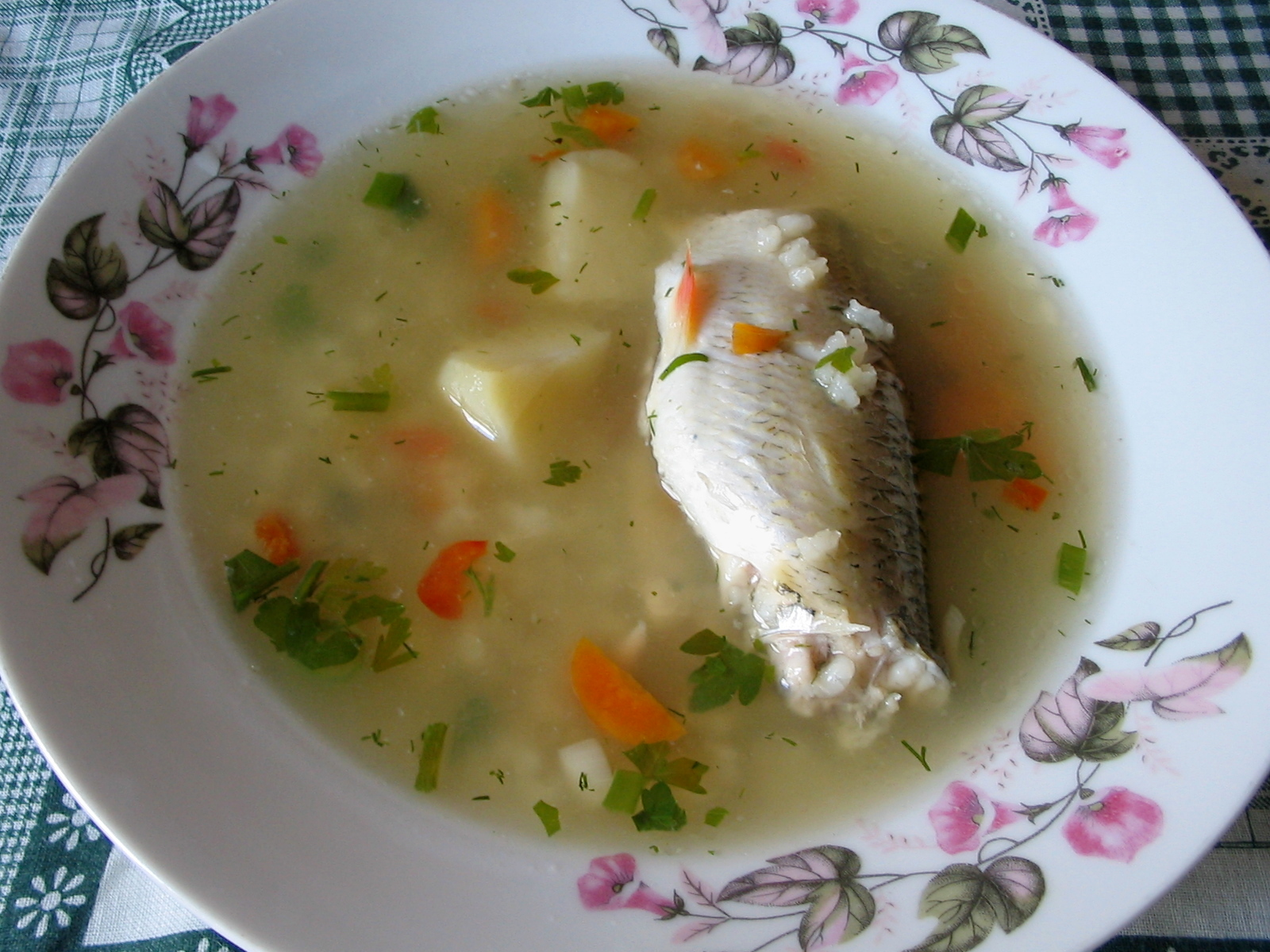
Уха
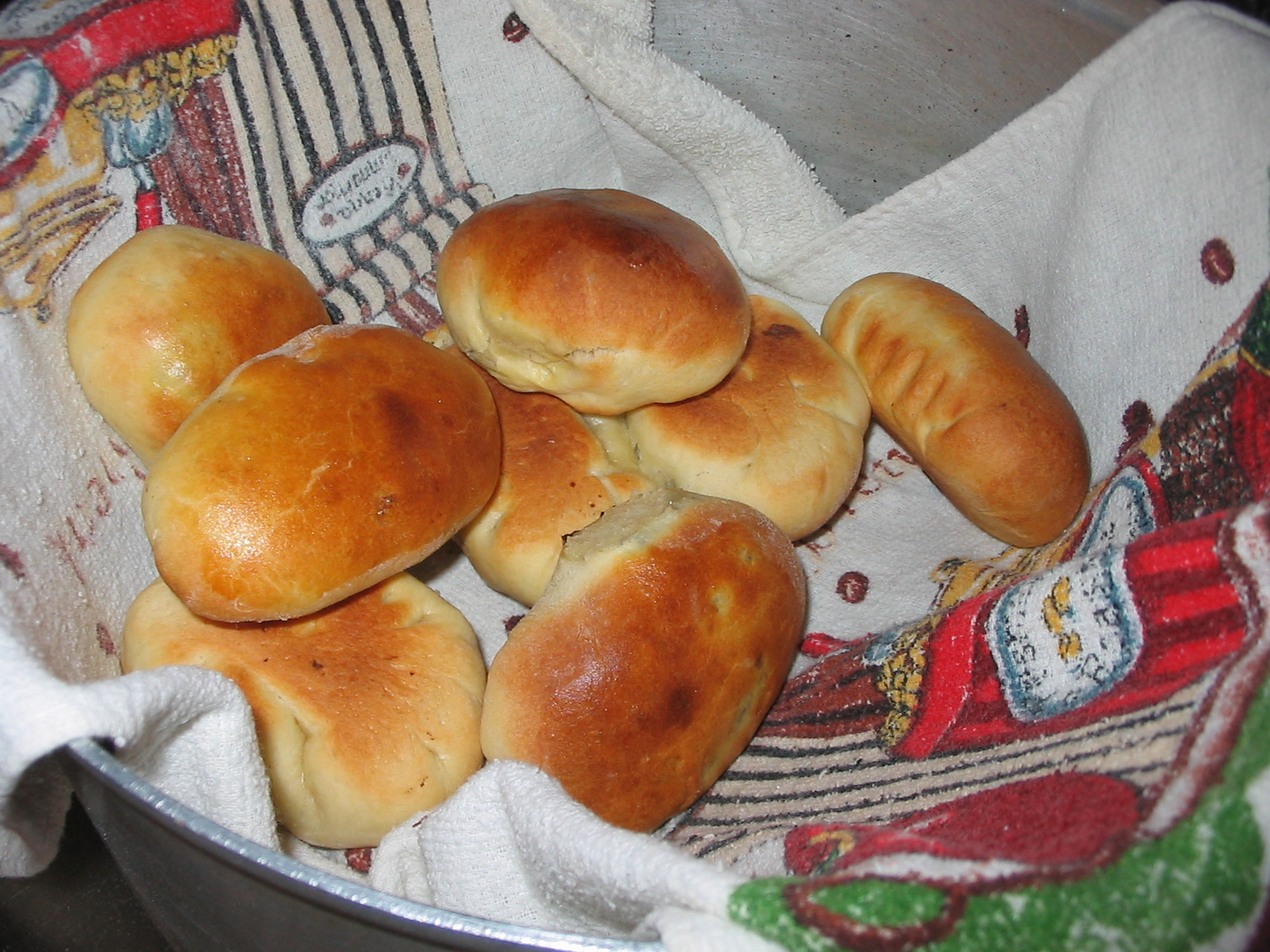
Пиріжки

Російська кухня (рос. Русская кухня) — національна кухня росіян.
Її своєрідність полягає не тільки в оригінальній рецептурі, але й у тім, що вона по-своєму окреслює певний стиль життя. У першій половині минулого сторіччя міжнародна кухня дізналася про так званий російський стіл. До цього в Європі подавали різні страви всі разом, внаслідок чого виходило щось на кшталт холодно-гарячого буфету. Згодом за російським зразком застілля поділилося на окремі стадії, які мали певну черговість. У російській кухні найважливіша роль належить першій стадії, що вирішальним чином сприяє нормальному травленню й підіймає настрій за столом. Застілля починається з горілки, яку заведено закушувати соленою рибою. Але навіть якщо на столі присутня чорна ікра, перевага, як правило, віддається оселедцю. Першою чаркою горілки справа не обмежується, тому компанія за столом незабаром значно веселішає.[джерело?] Якщо з якоїсь причини оселедець або інша солона риба відсутня, горілку закушують пирогами. Це загорнена у тісто начинка з капусти, м'яса або риби. Існує безліч варіантів начинок, у кожній родині їх готують за власним рецептом. Пиріг по-російському печуть у весь лист, тоді як прибалтійський пиріг з начинкою має форму півмісяця. Одним з варіантів пирога, що свідчить про високу культуру кулінарії, є кулеб'яка — довгастий паштет з начинкою з визиги, приготованої за оригінальним рецептом. За відсутності цього продукту кулеб'яку роблять із лососем або іншою, дешевшою рибою.
Основу харчування селян Росії в кінці XIX — початку XX століття становили продукти, одержувані з зернових культур, а також ріпа (або бруква), цибуля, картопля, риба, молочні та м'ясні продукти, гриби та їстівні дикорослі рослини. До поширення в Росії картоплі провідні позиції в харчуванні народів Росії утримували чорний житній хліб і ріпа. Про важливість хліба в Росії говорить прислів'я: «Був би хліба край, тоді і під ялинкою рай».
Основним харчовим продуктом у народів Росії був хліб, який випікали з ячмінного, житнього та вівсяного борошна. Більшу частину хліба до реформи 1861 року селяни Росії вирощували на випалених лісах. Хліба свого врожаю не вистачало, тому здавна росіяни домішували до борошна різні сурогати — соснову заболонь, мох, товчену ячмінну солому, конюшину, картоплю; домішували добавку з товченої сушеної риби.
З давніх часів у харчуванні росіян одне з перших місць посідала риба, яку вживали в найрізноманітніших видах: свіжу, солону, сушену. Про важливість риби в харчуванні свідчить прислів'я: «Краще безхліб'я, ніж безриб'я».
В Росії ще в XVII ст. більшість пряностей, таких як оцет і сіль, в народі почали вживати не в процесі приготування їжі, а ставити на стіл і використовувати вже під час їжі, через їхню дороговизну.
Широко поширені були різні юшки і супи, причому суп подавали не лише на обід, але і на вечерю, на сніданок. Варили супи з розкипілої до напіврідкого стану ріпи, брукви, гороху, картоплі. Готували також «грибовниці» зі свіжих або солоних грибів, щі з молодої кропиви, щавлю, капусти. Щі з додаванням ячмінної крупи називали «товстими». У пісні дні рідкі страви (крім юшки) заправляли ложкою конопляної або соняшникової олії, в скоромні — з молоком або коров'ячим маслом. На свята варили м'ясний суп з крупами і картоплею. Рідкими холодними стравами були юшки з квасу з кришеним цибулею або редькою. З рідких страв також часто готували юшку з свіжої, замороженої в льодовиках, солоної або сушеної риби.
Основним овочевим продуктом в росіян була ріпа, на початку XX століття її місце зайняли картопля і капуста. Доповнювали раціон цибуля, морква, редька. Капусту та інші городні культури (моркву, буряк і т. д.) на всій території Росії почали сіяти лише в 1930-ті роки за вказівкою колгоспного начальства.[джерело?]
На зиму засолюють гриби-вовнянки. Трубчасті гриби сушили і використовували для приготування супів. У великих кількостях заготовляли ягоди: брусницю та журавлину. Морошки, чорницю, малину і інші ягоди збирали для варіння варення і киселю.
Повсякденними напоями були квас з хліба та ріпи, чаї з дикорослої малини, смородини.
Не можна забувати, що харчування росіян регламентувалося православною церквою, протягом року налічувалося від 170 до 190 пісних днів, крім того, щосереди і щоп'ятниці заборонялося м'ясне, молочне та рибне.
Відмітна особливість страв російської кухні — практично не застосовується смаження. Як правило, їжа готувалася у печі, тому дуже широко використовуються варіння, тушкування, томління та запікання.
Всі страви росіяни закушують хлібом.
До недавнього часу російська кухня не знала салатів. Найпопулярнішим, оспіваним в піснях та казках, овочем російської кухні є ріпа.
До страв сучасної російської кухні належить Бефстроганов, який готується із яловичого філе з печерицями, помідорами й, головне, зі сметаною. У народній кухні у часто використовується капуста. З неї готують щі.
З десертів відомі солодкі борошняні вироби: калачі, пряники, також варення та мед. Традиційним десертом російської кухні є печені яблука та інші печені фрукти та ягоди.
Невеликі пласкі коржі, млинці, із гречаного борошна інколи подавали з медом або зі сметаною, але в наш час вони майже зникли з меню.
Російська кухня збагатила міжнародну й деякими солодкими виробами, варто згадати хоча б сирну паску — особливим чином приготовану сирну масу.
Але російський звичай пити в полуденок чай з варенням — цільними фруктами в густому сиропі — не одержав широкого поширення у світі. Типово російський напій, поряд з горілкою, — квас — кислуватий напій із чорного хліба. За святковим столом п'ють будь-які спиртні напої у великій кількості.
Багато страв мають ритуальне значення — їх їдять під час певних свят і ритуалів: поминки, Різдво, Масляна та Великдень.
- Уха
- Пиріжки